# Silniční most ve Whangarei
Silniční most „Te Matau ã Pohe“ (v překladu Poheův rybářský háček) přes řeku Hãtea ve Whangarei na Severním ostrově Nového Zélandu je pohyblivý most, který je součástí dálniční sítě, propojující Severní ostrov s poloostrovem Whangarei Heads a letištěm.

## Vznik stavby
Postavení mostu iniciovala městská správa za účelem odlehčit dopravní situaci v centru města Whangarei a umožnit napojení dálniční sítě z vnitrozemí ostrova k letišti na poloostrově Whangarei Heads. Za tím účelem vypsala v roce 2011 soutěž na projekt silničního mostu, ve které zvítězil návrh britského architekta Martina Knighta (Knight Architects). Stavba mostu započala koncem roku 2011 a slavnostní otevření se konalo 27. července 2013. Finanční náklady si vyžádaly 32 mil. NZ$.

## Popis stavby
Most je postaven přes přílivové ústí řeky Hãtea, kde se kříží silniční a lodní doprava a proto byl navržen jako pohyblivý (sklopný).
Oficiální název „Te Matau ã Pohe“, anglicky „The Fish Hook of Pohe“, odkazuje na maorského náčelníka jménem Pohe, který ve Whangarei přijal první anglické osadniky, a na architekturu mostu, vycházející z tvaru písmene J, připomínajícího rybářský hák, což je často se vyskytující motiv v maorské kultuře. Dvě nosná ramena ocelové mostovky svým tvarem písmena J s protizávažím na hrotech umožňují maximální vyklopení. V plavebním kanálu o šířce 25 m tak vznikla prakticky neomezná průjezdní výška pro lodní dopravu. Otevírací mechanismus je navržen jako u klasických sklopných mostů, kdy se hlavní nosník pohybuje pomocí hydraulického systému po ozubené dráze. Protizávaží na konci nosníků snižují požadavky na příkon dvojice hydraulických válců. Z hlediska zajištění nízké hmotnosti zdvíhané části jsou nosníky i mostovka navrženy z oceli vyztužené podélnými a příčnými výztuhami. Světlá výška mostu v ostatních polích je 7,5m při maximálně hladině.
Opěrný systém tvoří 10 železobetonových pilířů ve tvaru zkoseného písmene U. Strojovna a řídící místnost je umístěna poblíž paty mostu na západní straně.

### Osvětlení
Velká pozornost byla při návrhu mostu věnována jeho osvětlení z hlediska estetického, technického i bezpečnostního. Osvětlení dálnice je zajištěno svítidly LED v nízké lineární úrovni. Osvětlení chodníků pro pěší je zabudováno do vnitřní základny zábradlí a konstrukce pohyblivé části ve tvaru J jsou osvětleny z obou vnějších základen zábradlí, stejně jako LED projektory.

## Ocenění (výběr)
- 2014 – A+ Award (Architecture+Engineering category)[3]
- 2014 – New Zealand Engineering Excellence Awards [4]